# Franz Joseph Salzmann
Franz Joseph Salzmann (* 9. März 1724 in Meßkirch; † 3. Mai 1786 im Oberen Schloss in Hüfingen) war ein deutscher Baumeister und Architekt.

## Leben
Franz Joseph Salzmann war Sohn des Maurermeisters Jakob Salzmann. Ab 1749 war er als Bau- und Werkmeister beim Fürsten zu Fürstenberg beschäftigt. So hatte er von da an alle herrschaftlichen Bauten im Auftrag des Fürsten auszuführen (unter anderem den Archivbau neben der Hofbibliothek Donaueschingen). 1765 wurde Salzmann zum Baudirektor ernannt und 1780 zum Fürstlich Fürstenbergischen Hofkammerrat in Donaueschingen. Dies machte ihn zum gefragtesten Architekten seiner Zeit in Südwestdeutschland.

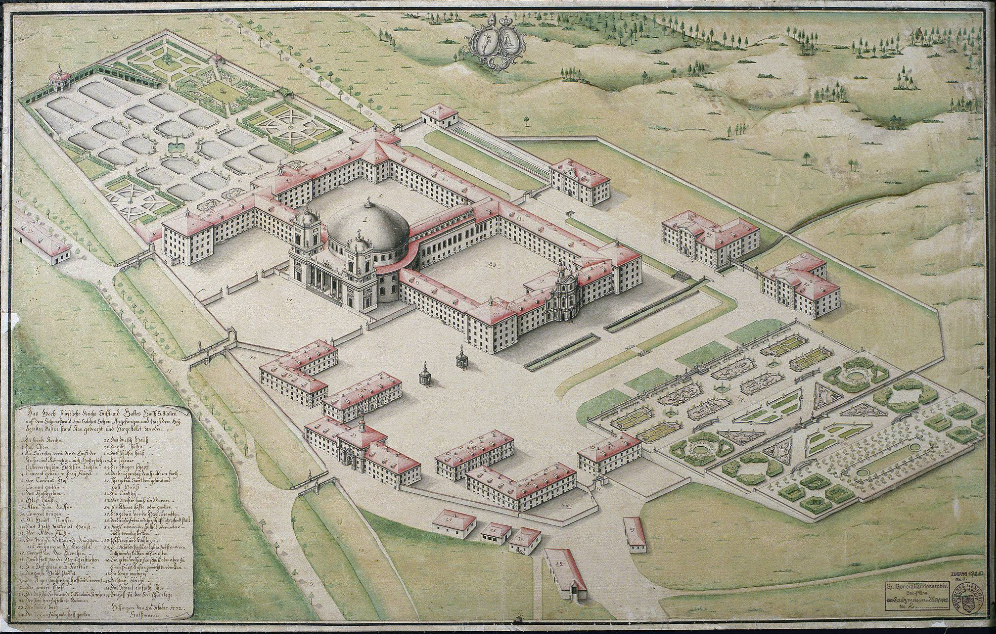
Übersichtsplan von Saltzmann

Er zeichnete sich dadurch aus, dass er als erster Baumeister die Holzbalken der Decken durch Eisenträger ersetzte, und sich maßgeblich an bekannten Kirchenneubauten des 18. Jahrhunderts in Südwestdeutschland beteiligte.

### Studium, Reisen und Werke
Nach einem Studienaufenthalt in Italien im Frühjahr 1750 machte er sich an die Planungen und die Ausführung seines ersten Kirchenbaus, der Pfarrkirche Hl. Kreuz in Steinach. Es folgten weitere Kirchenneu- und -umbauten in Oberwolfach (1755), Jungnau (1759), Hausach (1763), Todtmoos (1770), Welschensteinach (1771), Baudirektor beim Bau von Kloster St. Blasien und dessen Kirche (1772), Schenkenzell (1774), Ehingen bei Engen (1774), Tannheim (1779) und Stühlingen (1785). Sein wohl bedeutendstes Werk war der Bau der Kirche St. Bartholomäus in Ettenheim (1768).
Von 1766 bis 1768 ließ Fürst Joseph Wenzel von Fürstenberg auf der Länge einem langgestreckten Plateau zwischen Geissingen und Fürstenberg ein Jagdschloss nach seinen Plänen errichten, das 1840 wieder abgebrochene Schloss Länge.

### Familie
Franz Josef Salzmann heiratete am 20. Juli 1750 M. A. Wolf aus Rottweil und am 18. Februar 1760 seine zweite Frau, M. K. Riedinger aus Wurmlingen. Aus erster Ehe stammten sieben Kinder und aus der zweiten Ehe sechs. 1766 wohnte er in seinem Haus »zum Weißen Rößle« in Rottweil. 1768 wurde ihm Wohnung im Schloss von Hüfingen zugewiesen. Sein Nachfolger wurde sein Schwiegersohn Valentin Lehmann († 1817), genannt als Kabinettschreiner und Bauinspector.

## Weitere Bauten
- 1748: Amtshaus und Gefängnis in Haslach
- 1749: Gebäude für Herren Rat und Beamte in Donaueschingen(?)
- 1752: Papiermühle in Löffingen (zusammen mit Valentin Lehmann)
- 1754: Zucht- und Arbeitshaus in Hüfingen
- 1766: Jagdhaus auf der Lenge
- 1767: Tor- und Beamtenhaus nach den Plänen Bagnatos in St. Blasien
- 1768 bis 1774: Bauleiter beim erneuten Aufbau des Klosters St. Blasien
- vor 1769: Plan für das Priorat Rippoldsau, heute Pfarrhaus
- 1777: Stadtturm für Alt Breisach und Stift St. Ursula ebenda
- 1778: Mahlmühle und Mayerhaus und Amtshaus in Aulfingen
- 1778: Stallgebäude in Donaueschingen
- 1778: Wehr in Hüfingen
- 1778: Pfarrkirche Heilig Kreuz in Stühlingen (gemeinsam mit Valentin Lehmann)
- 1779: Paulinerkloster Tannheim
- 1782–1784: St.-Gallus-Kirche in Wurmlingen